# 춘자의 사랑 이야기
"춘자의 사랑 이야기"는 한국에서 제작된 이유섭 감독의 1975년 영화이다. 안옥희 등이 주연으로 출연하였고 김태수 등이 제작에 참여하였다.

## 출연

### 주연
- 안옥희
- 최불암
- 도금봉